# 2012-es amerikai elnökválasztás
A 2012-es amerikai elnökválasztást az érvényes jogszabályoknak megfelelően 2012. november 6-án, kedden rendezték meg. Az előírások szerint aznap az egyes államok és egyéb területek lakói megválasztották az elektori kollégium tagjait. A hivatalban lévő elnök, Barack Obama 332 elektori mandátumot szerzett, míg vetélytársa, Mitt Romney 206-ot, így 2012. december 17-én az elektorok Obamát újraválasztották elnökké, Joe Bident pedig alelnökké. Őket aztán 2013. január 20-án iktatták be a hivatalukba (Obamát washingtoni idő szerint délben, Bident pedig reggel nyolckor).

## A választhatóság feltételei
Az alkotmány a választhatóság feltételéül a legalább harmincöt éves életkort írja elő, valamint azt, hogy a jelölt születése óta amerikai állampolgár legyen, továbbá követelmény az is, hogy a jelölt 14 éve állandó lakhellyel rendelkezzen az USA-ban. Emellett a huszonkettedik alkotmánymódosítás értelmében nem lehet elnökké választani azt, akit már kétszer elnökké választottak, és mint bármely más szövetségi tisztviselő, az elnök sem lehet a törvényhozás tagja.

## Jelöltek
Az elnöki posztra hagyományosan csak a két legnagyobb párt jelöltjének van igazi esélye.

### Demokrata Párt
Az 50 éves Barack Obama, a hivatalban lévő elnök 2011. április 4-én jelentette be, hogy a várakozásoknak megfelelően indulni kíván az újraválasztásért. Az elnöknek nem volt komoly ellenfele pártján belül, és az észak-karolinai charlotte-i országos konvención (jelölőgyűlésen) simán elnökjelöltté választották 2012. szeptember 6-án. Az alelnökjelölt ismét Joe Biden lett.

### Republikánus Párt

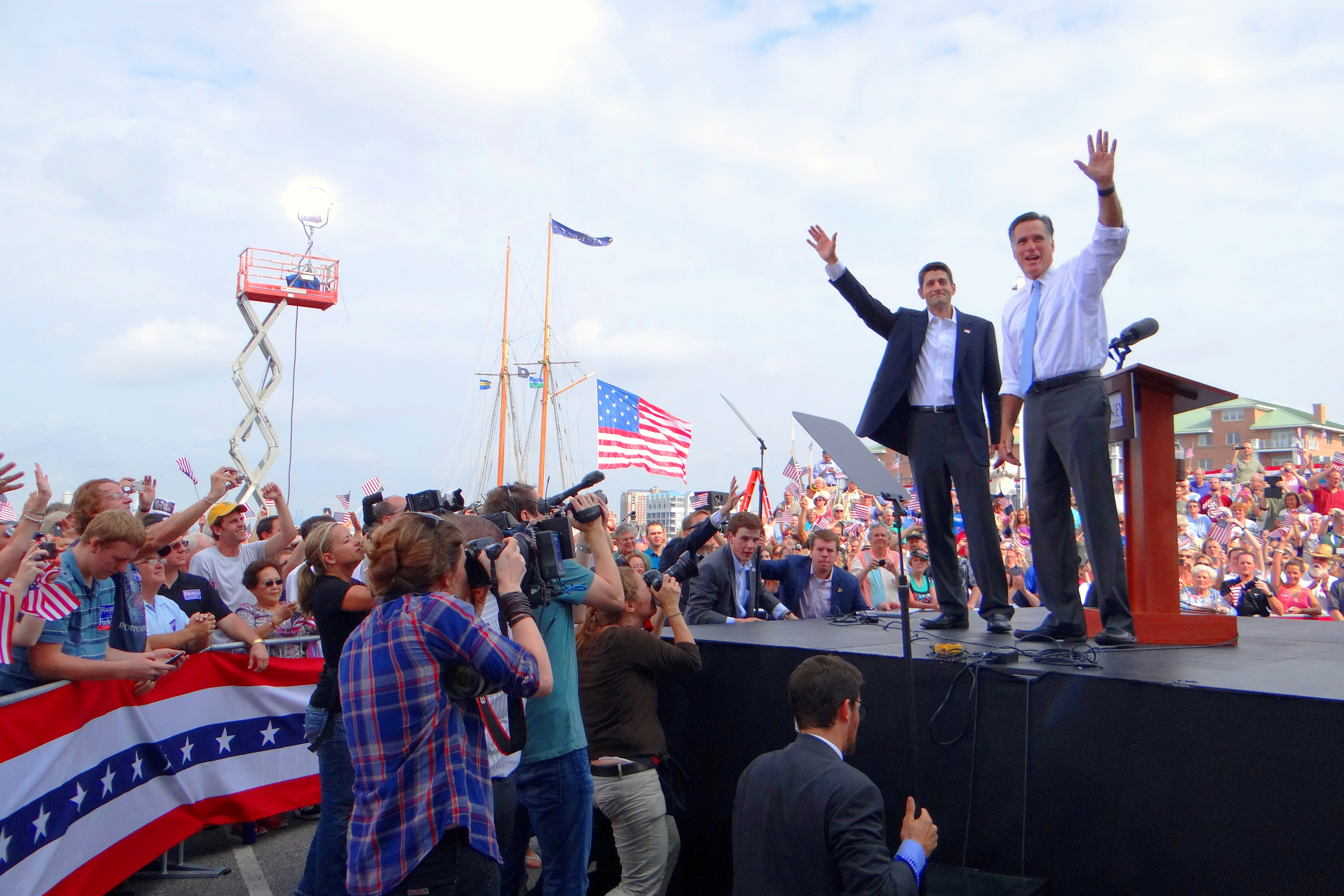
Mitt Romney (jobbra) és Paul Ryan egy kampányrendezvényen 2012 augusztusában

A republikánus jelölt személyéről fél évig tartó előválasztási folyamat során döntöttek. 7 jelölt közül végül a 64 éves mormon Mitt Romney, Massachusetts korábbi kormányzója diadalmaskodott. Hivatalosan a floridai Tampában tartott republikánus konvención választották meg a párt jelöltjévé 2012. augusztus 29-én. Romney Paul Ryant, a képviselőház költségvetési bizottságának elnökét, wisconsini képviselőt választotta alelnökjelöltnek. A határozott, erősen konzervatív gazdasági nézeteket valló képviselőtől azt várták, hogy markáns jelleget adjon a véleményét korábban gyakran változtató, ezért nem túl átütő elnökjelölt kampányának, és mozgósítsa a hagyományos konzervatív szavazókat.

### Egyéb
A többi jelöltnek minden államban külön aláírásokat kell gyűjtenie, hogy felkerüljenek a szavazólapra. A legnagyobb támogatottsággal a következő három jelölt rendelkezik:
| Gary Johnson                                                                                     |  | Jill Stein                                                     |  | Virgil Goode                                                                                |
| Gary Johnson                                                                                     |  | Jill Stein                                                     |  | Virgil Goode                                                                                |
| Gary Johnson 58 éves, Új-Mexikó korábbi kormányzója, libertariánus, a Libertárius Párt jelöltje. |  | Jill Stein 62 éves massachusettsi orvos, a Zöld Párt jelöltje. |  | Virgil Goode 66 éves, korábbi virginiai kongresszusi képviselő, az Alkotmány Párt jelöltje. |

Johnson a szavazatok 1%-át kapta, Stein 0,4%-ot, Goode pedig 0,09%-ot. Számos kis párt jelöltjére is lehet szavazni néhány államban.

## Közvélemény-kutatások

Közvéleménykutatási eredmények az egyes tagállamokban. A számok az elnyerhető elektorok számát jelentik. A csíkozott területű államok adatai szerint az vezető politikus előnye a hibahatáron belül van, ezek a billegő államok.

Mivel az USA-ban közvetett elnökválasztás van, az eredmény az egyes államokban megszerzett elektorok összmennyiségétől függ. Megkülönböztethetünk olyan államokat, ahol hagyományosan egyik vagy másik nagy párt jelöltje győz, és billegő államokat, ahol kétesélyes a kimenetel. Utóbbiak körülbelül egy tucatnyian vannak, ezekben dől el a választás. (Persze ritkán hagyományosan elkötelezett államban is lehet fordítani.) A demokraták többnyire a keleti és nyugati parti államokat nyerik, a konzervatívok pedig a délieket és a középnyugatiakat. Emellett figyelembe kell venni, hogy az egyes államokban különböző számú elektort lehet nyerni az állam népességének függvényében, így jobban megéri nagy népességű billegő államokban kampányolni, mint kicsikben.
Billegő államok 2012-ben (zárójelben a megnyerhető elektorok száma):
| - Florida (29) - Pennsylvania (20) - Ohio (18) - Észak-Karolina (15) - Virginia (13) | - Wisconsin (10) - Colorado (9) - Nevada (6) - Iowa (6) - New Hampshire (4) |

A kampányok irányítói különféle szimulációkkal próbálják a választás szempontjából fontos helyszíneket meghatározni.
Augusztusban országosan azonos népszerűségű volt a két párt jelöltje.
Az elemzők szerint azonban a közvetett választási rendszer miatt Obama elnök mégis jelentős előnnyel indult, mert már a választások előtt elkönyvelhetett 221 szinte biztos elektori szavazatot, míg Romneynak csak 191 volt. (A győzelemhez 270 kell.)
Októberben, az első televíziós vita után Romney népszerűsége megnőtt. Egy hónappal a választás előtt 47:44 arányban vezetett országosan. A választás előtt teljesen fej-fej mellett haladt a két elnökjelölt népszerűsége.

## Kampány

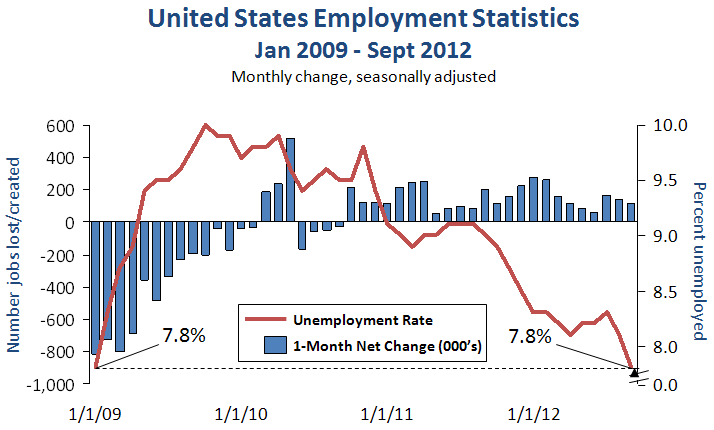
A munkanélküliség alakulása az USA-ban 2009 januárja és 2012 szeptembere között

### Kampánytémák
A gazdaság állapota volt a kampány legfontosabb kérdése. A jelöltek beszédeikben a munkahelyteremtésre helyezték a hangsúlyt. Olyan témák, mint a fegyvertartás, a klímaváltozás és a homoszexuálisok házassága, ezúttal nem kaptak nagy hangsúly.
A demokraták először azért támadták Romneyt, mert túlságosan gyakran változtatta a véleményét a korábbi években fontos kérdésekben. Majd azt követelték, hogy hozza nyilvánosságra az adóbevallását, mert szerintük túlságosan kevés adót fizet a milliomos republikánus elnökjelölt. Szeptember közepén kiszivárgott egy videófelvétel, amin Romney egy zárt körű májusi kampányrendezvényen azt mondja, hogy az amerikaiak 47 százaléka Obamára fog szavazni, „bármi történjen is”, mert ezek az emberek a kormány segítségétől függenek. „Áldozatnak hiszik magukat, és azt gondolják, hogy a kormánynak kell gondoskodnia róluk (...), azt hiszik, hogy jogosultak az egészségügyi ellátásra, az élelemre és a lakhatásra. (...) Sohasem fogom meggyőzni őket arról, hogy vállalják a személyes felelősséget, és törődjenek a saját életükkel”, és ehelyett az 5-10 százaléknyi gondolkodó függetlent kívánja megcélozni a politikai centrumban.
Romney visszavonta állításait: „Egy kampány során, ahol beszédek százait, ha nem ezreit kell elmondani, majd kérdések és válaszok következnek, időközönként mond az ember olyat, ami nem jól veszi ki magát, (...) ebben az esetben mondtam valamit, ami teljes tévedés volt” – mondta a Fox News-nak.
2012. szeptember 11-én az épp egy Mohamed prófétát gúnyoló amerikai videofilm okán kirobbant tüntetések miatt forrongó Líbiában iszlamista terroristák megtámadták az amerikai követséget Bengáziban. A támadásban Christopher Stevens amerikai nagykövet és három másik amerikai személy meghalt. Ezután arról folyt polémia, hogy megfelelő-e az amerikai követségek védelme és hogy ki a felelős az áldozatokért.
Az elnök elsősorban az általa bevezetett egészségügyi reformmal (a kötelező egészségbiztosítás kiterjesztésével), Oszáma bin Láden likvidálásával, a tőzsdén bevezetett reformokkal és az autóipar megmentésével kampányolt.
Az október végén az Észak-Amerika keleti partjára épp New Yorknál lecsapó Sandy hurrikán miatt néhány napra felfüggesztették a kampányt, de a vihar által okozott felfordulás alkalmat adott Obamának, hogy felelős és hatékony vezetőnek mutatkozzon pár nappal a választás előtt. A demokraták ezután azért is támadták Romneyt, mert korábban gúnyolódott a klímaváltozást fontos problémaként említő Obamán.

### Televíziós viták
Az októberi első tévévitán Obama túlságosan passzívnak bizonyult a határozott és könnyed ellenfelével szemben. Romneynak jelentősen nőtt népszerűsége, több billegő államban átvette a vezetést, és országosan először előzte meg Obamát. Az első vitát kb. 50 millió amerikai követte figyelemmel. Majd az alelnökjelölti vita következett, ahol inkább a demokrata Joe Biden alelnök volt a meggyőző. A második elnökjelölti tévévitán már keményebb, harciasabb volt Obama. A vita után politikailag megoszlottak a vélemények, hogy ki volt a nyertes. A második vitát kb. 70 millióan nézték meg. A harmadik, külpolitikai kérdésekről szóló vitát egyértelműen Obama nyerte.

### Kampányfinanszírozás
2010-től az addig átlátható kampányfinanszírozás terén új szabályok léptek életbe. A törvények szerint egy személy közvetlenül legfeljebb 2500 dollárral járulhat hozzá egy jelölt kampányához. Az ún. „politikai akcióbizottságok” (PAC) azonban korlátlan összegű támogatást fogadhatnak el cégektől vagy magánszemélyektől abban az esetben, ha nem egyeztetnek közvetlenül a támogatott jelölttel, párttal vagy kampányszervezettel. Az új szabályozást mindkét nagy párt elfogadta.
A létrejött rendszerben a tőkés csoportok reklámok segítségével egyszerűen tudják befolyásolni a választásokat. Ezt számos civil szervezet és személy, például Stephen Colbert amerikai humorista bírálta.
A kampány 6 milliárd dollárba került, ami kétszerese a 2000-es kampányösszegnek, és ez 2:1 arányban oszlott meg a republikánus jelölt javára. 2008-hoz képest kétszer több tévéreklám került adásba.

## Eredmény
| Jelölt       | Párt              | Szavazatok  | Szavazatok | Elnyert elektorok | Elnyert elektorok |
| Jelölt       | Párt              | száma       | aránya     | száma             | aránya            |
| ------------ | ----------------- | ----------- | ---------- | ----------------- | ----------------- |
| Barack Obama | Demokrata Párt    | 65 600 425  | 51,0%      | 332               | 61,7%             |
| Mitt Romney  | Republikánus Párt | 60 861 683  | 47,3%      | 206               | 38,3%             |
| Gary Johnson | Libertárius Párt  | 1 274 163   | 1,0%       | 0                 | 0%                |
| Jill Stein   | Zöld Párt         | 467 011     | 0,4%       | 0                 | 0%                |
| Egyéb        | Egyéb             | 534 671     | 0,4%       | 0                 | 0%                |
| Összesen     | Összesen          | 128 737 953 | 100%       | 538               | 100%              |

### Térképek, diagramok

Az elnökválasztás eredménye államonként

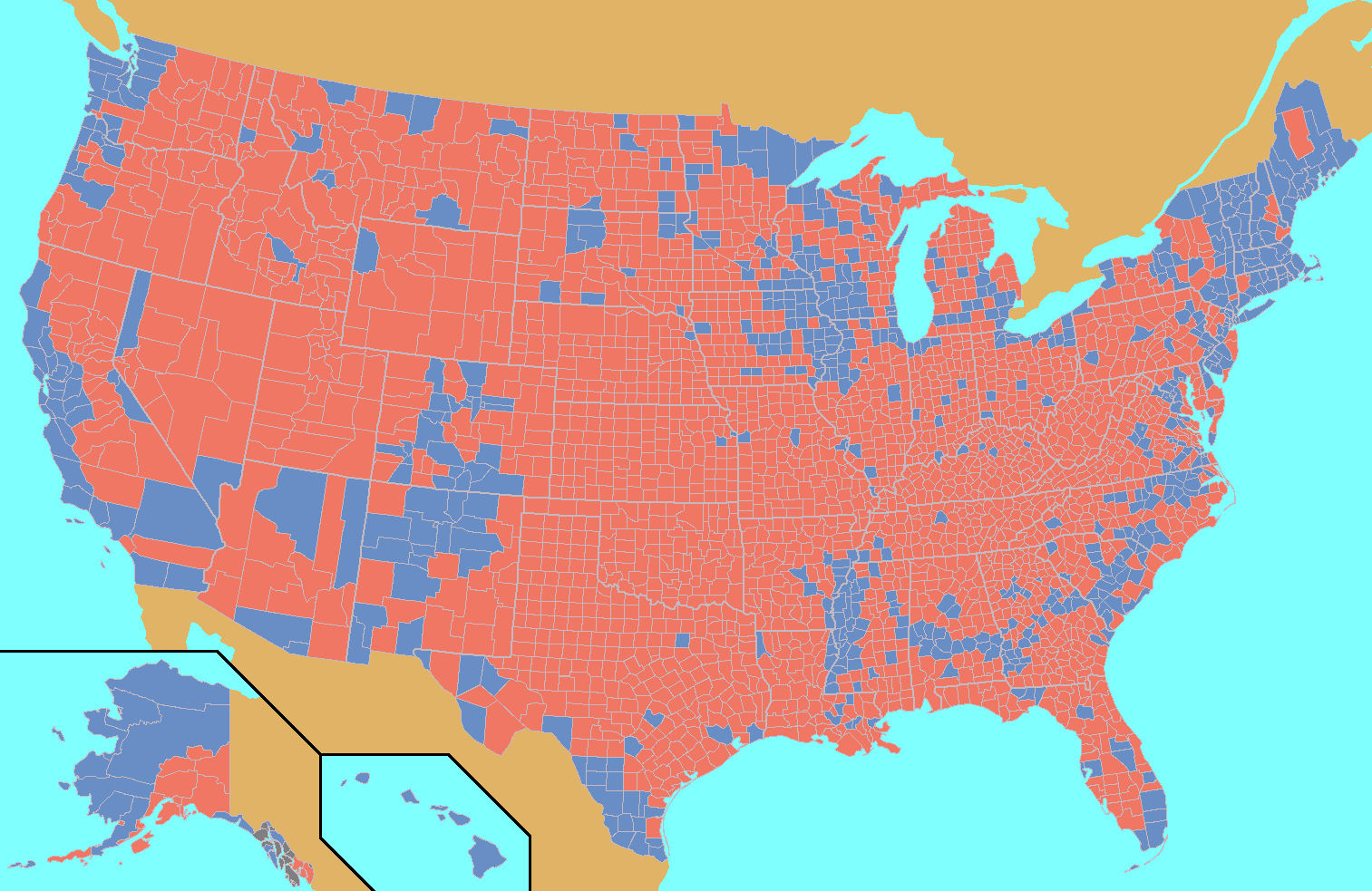
Az elnökválasztás eredménye megyénként

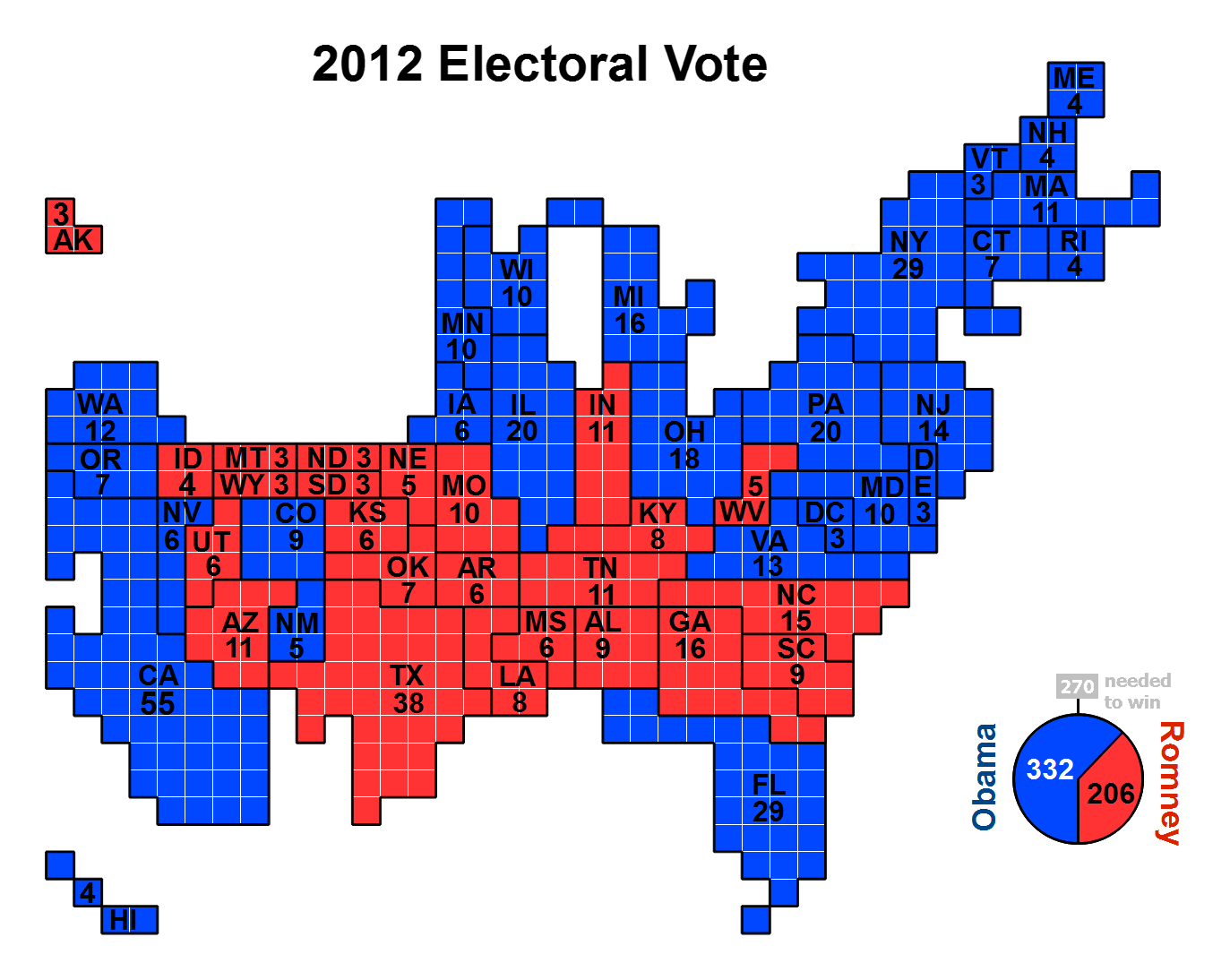
Az elnökválasztás eredménye kartogramon. Egy kocka egy elektornak felel meg

Változás megyénként 2008-hoz képest. Kék: demokraták felé tolódás; piros: republikánusok felé tolódás

|  |  |

## Lásd még
- 2012-es republikánus előválasztás